# 台語同字異音
台語同字異音，包括最典型的「香港的香很香」（臺羅：Hiong-káng ê hiunn tsin phang），意味著台語不能從現代標準漢語（國語）直接推理投射，而是有自己的語言習慣。

## 分析
香港的香很香，在現代標準漢語中同為一個「香」（讀音均為ㄒㄧㄤ）字，但在台語中卻有三種不同的讀音，分別為 「hiong、hiunn、phang」。其中，「香港」的台語發音為  ，線香的香的台語讀音為 ，形容味道的香的台語讀音為 （「香」字訓讀，本字實為「芳」）。

## 例子
- 一、二、三

- 香香兩兩：（「芬芳的線香總共2兩」之意）